# São Salvador do Mundo (Concelho)
São Salvador do Mundo ist ein Distrikt (concelho) auf der Insel Santiago im Süden der Kapverdischen Inseln. Der Hauptort des Distrikts ist Picos mit knapp 2000 Einwohnern (2021).

## Geografie
Der Distrikt  São Salvador do Mundo befindet sich im nördlichen Teil der Insel Santiago. Der Distrikt grenzt im Nordosten an Santa Cruz, im Südosten an São Lourenço dos Órgãos, im Südwesten an Ribeira Grande de Santiago und im Nordwesten an Santa Catarina.

## Geschichte
Der Distrikt entstand 2005, als eine Gemeinde des älteren Distrikts Santa Catarina abgetrennt wurde, um den Distrikt São Salvador do Mundo zu bilden.

## Gliederung
Die Gemeinde besteht aus einer Freguesia (Gemeinde):
- São Salvador do Mundo

## Einwohner
| Jahr | Einwohner |
| ---- | --------- |
| 1990 | 09172     |
| 2010 | 08677     |
| 2021 | 07452     |